# Relais Henri IV
Le relais Henri IV est une immeuble ancien situé sur la commune de Saint-Macaire, dans le département français de la Gironde, en France.

## Localisation
Le bâtiment se trouve au cœur de la vieille ville, sur la place du Mercadiou (Marché-Dieu).

## Historique
Le relais Henri IV construit au XVIe siècle est le seul immeuble de la place du Mercadiou présentant une rupture avec l'enchaînement d'arcades des immeubles qui la cernent. Le bâtiment est également composé d'une cour intérieure et d'écuries au fond.
À remarquer, le redan sur la partie gauche de la façade orné d'une tête de Henri IV sculptée.

L'édifice est classé au titre des monuments historiques par arrêté du 21 novembre 1973 en totalité.

## Galerie

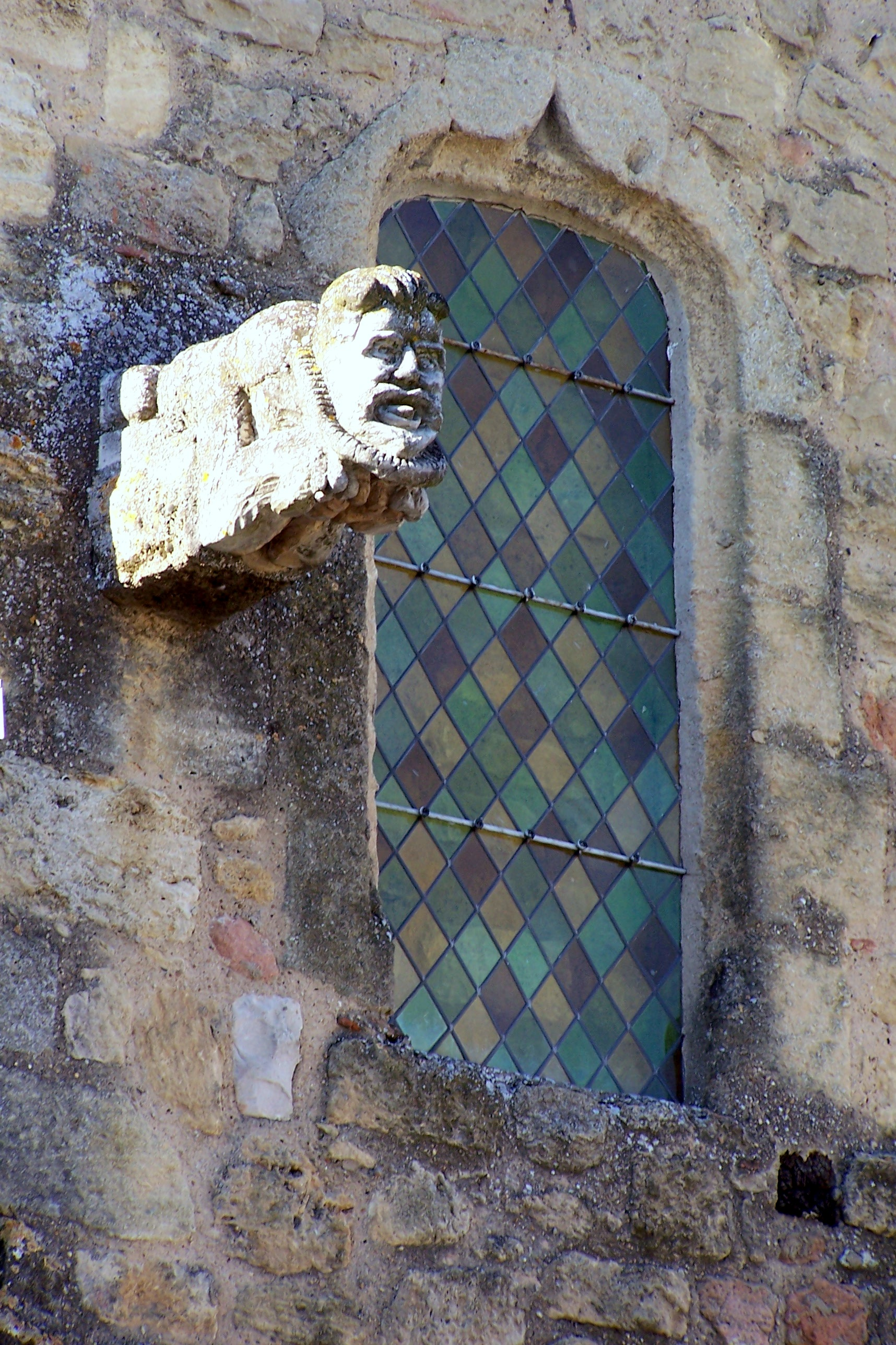
Le redan portant la tête sculptée de Henri IV (sept. 2011)